# Bankhaus Max Flessa

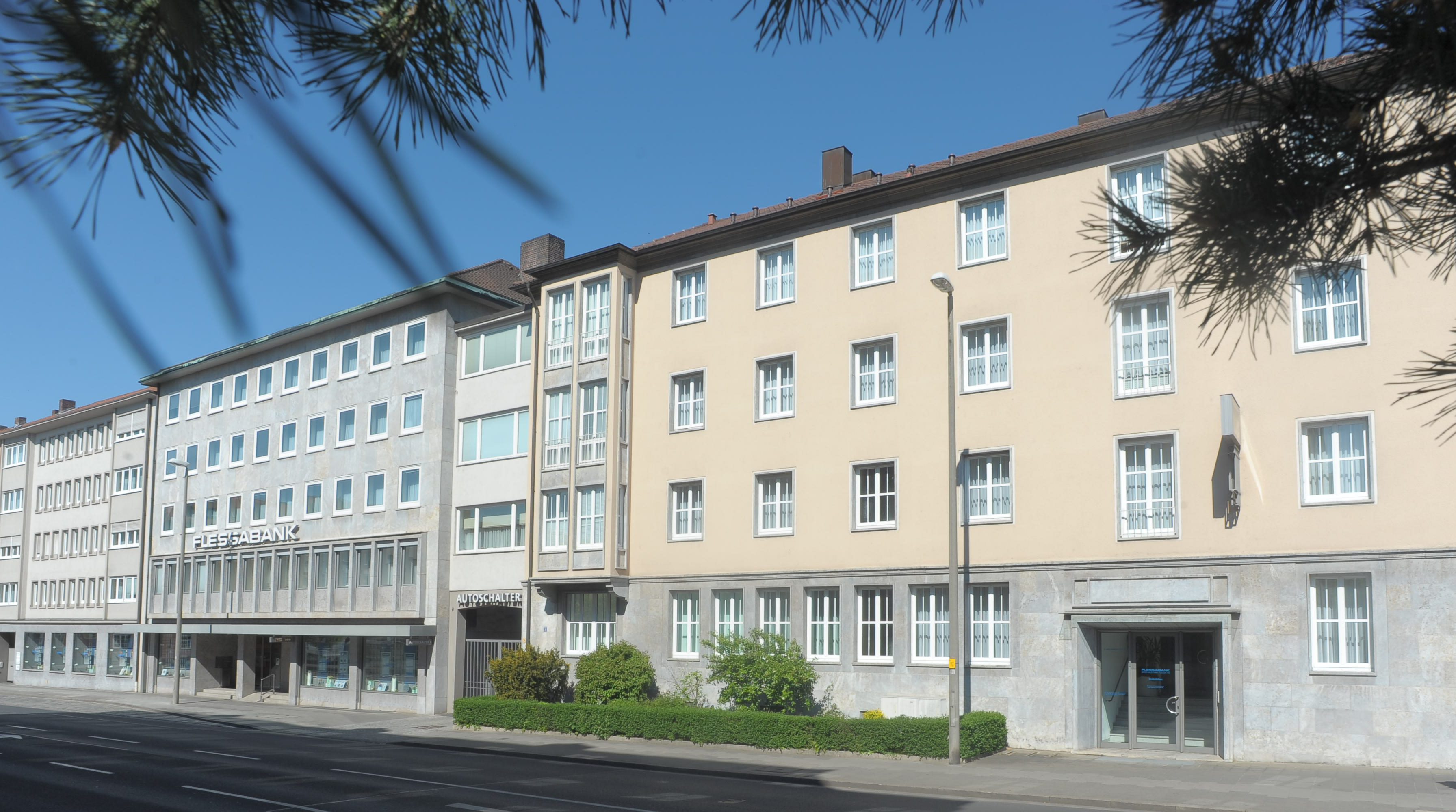
Zentrale der Flessabank in der Luitpoldstraße in Schweinfurt

Die Bankhaus Max Flessa KG (kurz Flessabank genannt) ist eine deutsche Privatbank mit Sitz in Schweinfurt. Die Bank ist Mitglied im Bundesverband deutscher Banken e. V. und dessen Einlagensicherungsfonds sowie im Geldautomaten-Verbund Cashpool.

## Geschäftsfelder
Die Flessabank betreibt als Universalbank sämtliche Bankgeschäfte mit Privat-, Geschäfts- und Firmenkunden.

## Geschäftsgebiet
Das Geschäftsgebiet der Flessabank umfasst die Bundesländer Bayern, Thüringen und Sachsen, mit dem Schwerpunkt in der deutschen Mitte. Neben der Zentrale in Schweinfurt unterhält die Flessabank ein Netz von 28 Niederlassungen, davon drei im Schweinfurter Stadtgebiet und vier in den Vororten. Die meisten weiteren Niederlassungen befinden sich in Franken und sechs weitere in Thüringen. Darüber hinaus gibt es jeweils eine Niederlassung in München und Leipzig.

## Geschichte
Das Unternehmen wurde im Jahr 1924 gegründet. Im Jahr 1964 begann eine Wachstumsphase mit der Eröffnung der Münchner Geschäftsstelle. Nach der Wiedervereinigung wurden die ersten Filialen in Ostdeutschland eröffnet. Im Januar 2017 wurde die Repräsentanz in Leipzig bezogen.

## Technik
Die Flessabank ist dem genossenschaftlichen Rechenzentrum der Atruvia angeschlossen und nutzt als Kernbankensystem deren Software agree21.